# イトヒキホウボウ属
イトヒキホウボウ属 (学名：Bellator) は、ホウボウ科の下位分類群の1つ。南北アメリカ大陸周辺の東太平洋と西大西洋に分布する。

## 分類
1896年にアメリカの魚類学者であるデイビッド・スター・ジョーダンとバートン・ウォーレン・エバーマンによって初めて属として記載され、1896年以前にジョージ・ブラウン・グッドとタールトン・ホフマン・ビーンによってメキシコのユカタン半島のカトチェ岬沖で記載されていた Prionotus militaris をタイプ種とする単型属であった。属名の Bellator は「戦士」を意味し、二本の細長い背鰭棘に由来する。

## 下位分類
8種が分類されている。
- Bellator brachychir (Regan, 1914) (shortfin sea robin)
- Bellator egretta (Goode & T.H. Bean, 1896) (streamer sea robin)
- Bellator farrago Richards & McCosker, 1998 (Medley searobin)
- Bellator gymnostethus (C. H. Gilbert, 1892) ソコハダカホウボウ[5] (naked-belly sea robin)
- Bellator loxias (D.S. Jordan, 1897) (barred sea robin)
- Bellator militaris (Goode & T.H. Bean, 1896) イトヒキホウボウ[6] (horned sea robin)
- Bellator ribeiroi G. C. Miller, 1965 (Caribbean searobin)
- Bellator xenisma D. S. Jordan & Bollman, 1890 (splitnose sea robin)

## 分布と生息地
アメリカ大陸周辺の西大西洋と東太平洋の熱帯から温帯海域に分布する。浅瀬の岩礁からかなり深いところまで生息する。

## 形態
頭部は多数の隆起と棘があり、眼窩内に薄い空間があり、大きく硬く、四角い。口は下向きで、顎と口蓋に単純な歯を持つ。背鰭は二基あり、11棘と11軟条から成る。胸鰭の主要部分は短く、12 条が臀鰭の起部まで伸びており、最下部の3本は遊離軟条である。体には粗い鱗があるが、うなじと鰓蓋後部上部には鱗が無い。最小種はイトヒキホウボウで最大全長は 9.9 cm、最大種は B. egretta で、最大全長は 20 cm。